# Klaus Merk
Klaus Merk (* 26. April 1967 in Augsburg) ist ein ehemaliger deutscher Eishockeytorwart. Vom 1. Juli 2005 bis zum 26. März 2010 war er hauptamtlicher Torwart- und Assistenztrainer der deutschen A-Nationalmannschaft und der Nachwuchs-Teams, auf diesem Posten wurde er von Rupert Meister abgelöst. 2008 übernahm er nach DEB internen Umstrukturierungen (bis 2018) den Posten des Teammanagers. Von den eigenen Fans erhielt er den Spitznamen „Klausi“.

## Spielerkarriere
Seine Karriere begann Merk in seiner Heimatstadt beim damaligen Zweitligisten Augsburger EV. Für die Saison 1985/86 erhielt er dort seinen ersten Profivertrag, wechselte aber bereits ein Jahr später zum SB Rosenheim. Von 1987 bis 1998 blieb er beim BSC Preussen (bzw. den Preussen Devils, Berlin Capitals) in Berlin. In den Play-Offs 1997/98 unterstützte er die Adler Mannheim und obwohl er nur ein Spiel absolvierte, wurde er mit ihnen Deutscher Meister.
Für die nächsten beiden Spielzeiten 1998/99 und 1999/2000 wechselte er zurück zu den Augsburger Panthern. Im Unfrieden verließ er seinen Heimatverein und unterzeichnete 2001 einen Vertrag bei seiner letzten DEL-Station, den Eisbären Berlin. Dort musste er 2003 seine aktive Karriere verletzungsbedingt mit 35 Jahren beenden, ohne in seiner offiziell letzten Saison ein Spiel absolviert zu haben.
Klaus Merk erzielte in zwei aufeinanderfolgenden Spielzeiten jeweils ein Tor im Berliner Lokalderby für den BSC Preussen gegen die Eisbären Berlin. Wenngleich die Tore in den Endphasen des Spiels stattfanden und die Eisbären jeweils den Torhüter zugunsten eines sechsten Feldspielers aus dem Tor genommen hatten, ist Merk somit einer der wenigen Torhüter, die selbst Tore erzielen konnten. Im November 1992 wurde ihm dabei zudem die Ehre zuteil, als erster Bundesligatorwart ein Tor aus dem aktiven Spielgeschehen heraus zu erzielen.
Nicht nur dafür wurde Klaus Merk am 9. Juli 2004 in die Hockey Hall of Fame Deutschland aufgenommen. Er ist verheiratet, hat eine Tochter und lebt bei Augsburg.

### International
Merk stand bei den olympischen Eishockeyturnieren 1994 und 1998 im Tor Deutschlands. Außerdem spielte er bei sechs A-Weltmeisterschaften (1990–1996), der B-WM 1999 und dem World Cup of Hockey 1996 mit dem Bundesadler auf der Brust. Dadurch kam er auf 128 Länderspiele als Spieler.

## Erfolge und Auszeichnungen
- 1984 All-Star Team der Junioren-Europameisterschaft
- 1998 Deutscher Meister mit den Adler Mannheim